# Wangwenzhuang
Wangwenzhuang (kinesiska: 王稳庄, 王稳庄镇) är en köping i Kina.. Den ligger i stadsdistriktet Xiqing i storstadsområdet Tianjin, i den norra delen av landet, omkring 27 kilometer söder om stadens centrum. Antalet invånare är 41 363. Befolkningen består av 20 004 kvinnor och 21 359 män. Barn under 15 år utgör 18,0 %, vuxna 15-64 år 74 %, och äldre över 65 år 7,0 %.